# Абдуллаев, Магомед Абдуллаевич
Магоме́д Абдулла́евич Абдулла́ев (12 ноября 1930, Губден, Дагестанская АССР — 6 августа 2024, Махачкала) — советский и российский философ, специалист по истории философии и общественной мысли Востока; доктор философских наук, профессор. Заслуженный деятель науки Российской Федерации (1993) и Дагестана, почётный работник высшего профессионального образования Российской Федерации.

## Биография
Отец семьи Абдуллаевых Абдулла, а также мать Рукият были неграмотны и не имели ни мусульманского, ни светского образования. Абдулла был чабаном, а Рукият домохозяйкой.
Окончил Дагестанский государственный педагогический университет. В 1964 году защитил докторскую диссертацию «Философская и общественно-политическая мысль народов Дагестана в XIX веке».
Действительный член Международной академии информатизации. Заведующий кафедрой философии Дагестанского медицинского института. Опубликовал 33 монографии, 8 сборников статей, 7 учебников и учебных монографий, более 50 параграфов в коллективных монографиях, 380 статей в журналах и сборниках. Почётный работник высшего профессионального образования РФ.
В ноябре 2020 года отметил 90-летие. Ушёл из жизни 6 августа 2024 года.

## Основные работы
- «Казем-Бек — учёный и мыслитель» (1963),
- Мыслители Дагестана XIX — начала XX вв. Махачкала, 1963;
- «Философская и общественно-политическая мысль в Дагестане в XIX в.» (1964);
- «Али Каяев» (1968, в соавт.);
- Из истории философской и общественно-политической мысли народов Дагестана в XIX в. М., 1968;
- «Некоторые вопросы теологии ислама» (1973);
- «Северный Кавказ в объективе антикоммунизма» (1975);
- «Из истории научной и педагогической мысли досоветского Дагестана» (1986);
- «Общественно-политическая мысль в Дагестане в начале XX в.» (1987);
- Из истории философской и общественно-политической мысли Дагестана (с древнейших времён до присоединения к России). Махачкала, 1989, 1993;
- Философия в свете переоценки духовных ценностей. Махачкала, 1991;
- Актуальные проблемы философской науки. Ч. 1-2. Махачкала, 2001;
- Мыслители Дагестана: досоветский период. Махачкала, 2007;
- Триумф и трагедия шейх-уль-ислама Дагестана Али-Хаджи Акушинского. Махачкала, 2013.

Соавтор коллективных трудов, в том числе 5-томной «Истории философии в СССР».

## Семья
Султан Магомедович Абдуллаев. Окончил школу с золотой медалью, факультет восточных языков в Ленинградском государственном университете с красным дипломом. Четыре года работал переводчиком в Советской военной миссии в Ливии. Кандидат исторических наук.
Замир Магомедович Абдуллаев родился в Махачкале, здесь же окончил школу. Имеет два высших образования: военно — юридическое (Москва) и нефтегазовое (Манчестер, Великобритания). В трейдинге ОАО «Роснефтеимекс НК Роснефть» работал в 1994—1997 годы. В 2000—2003 годы руководил советом директоров российско-американской нефтедобывающей компании СТ ЗАО «Голойл» (Новоганск, ХМАО). Входил в советы директоров различных нефтегазовых компаний Германии и Канады. С 2008 года — генеральный директор БК ПНГ. Кандидат юридических наук.
Арсен Магомедович Абдуллаев — младший сын в семье Магомеда Абдуллаева, родился в Махачкале. Окончил лечебный факультет Дагестанского медицинского института. С 1999 по 2001 год работал специалистом внутриведомственной экспертизы ГБУ РЛ «РБК», с 2001 по 2011 год — врачом отделения травматологии и сочетанной патологии. Кандидат медицинских наук.